# Feröer alagútjai

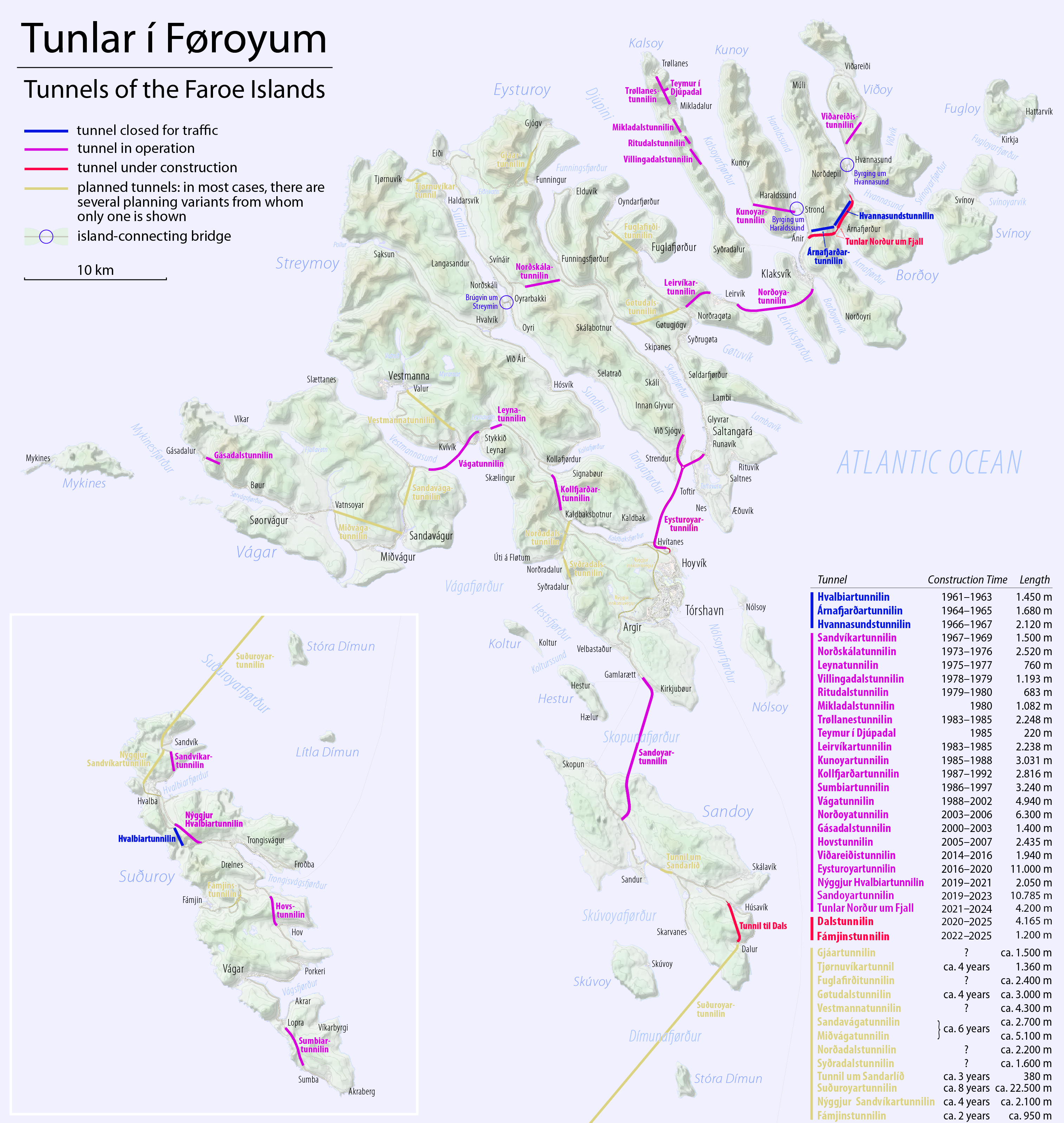

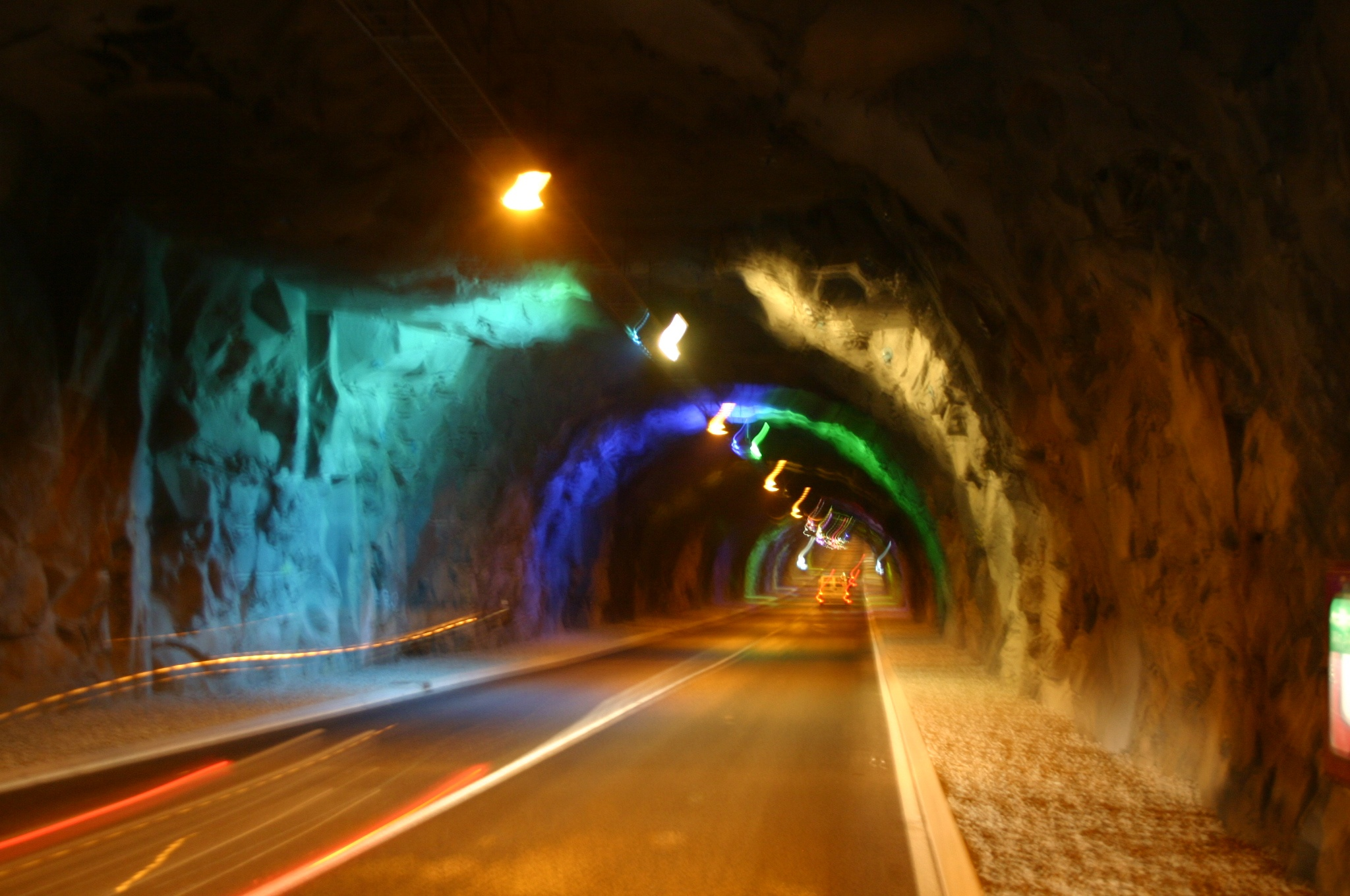
Tróndur Patursson fényfestészete, Norðoyatunnilin

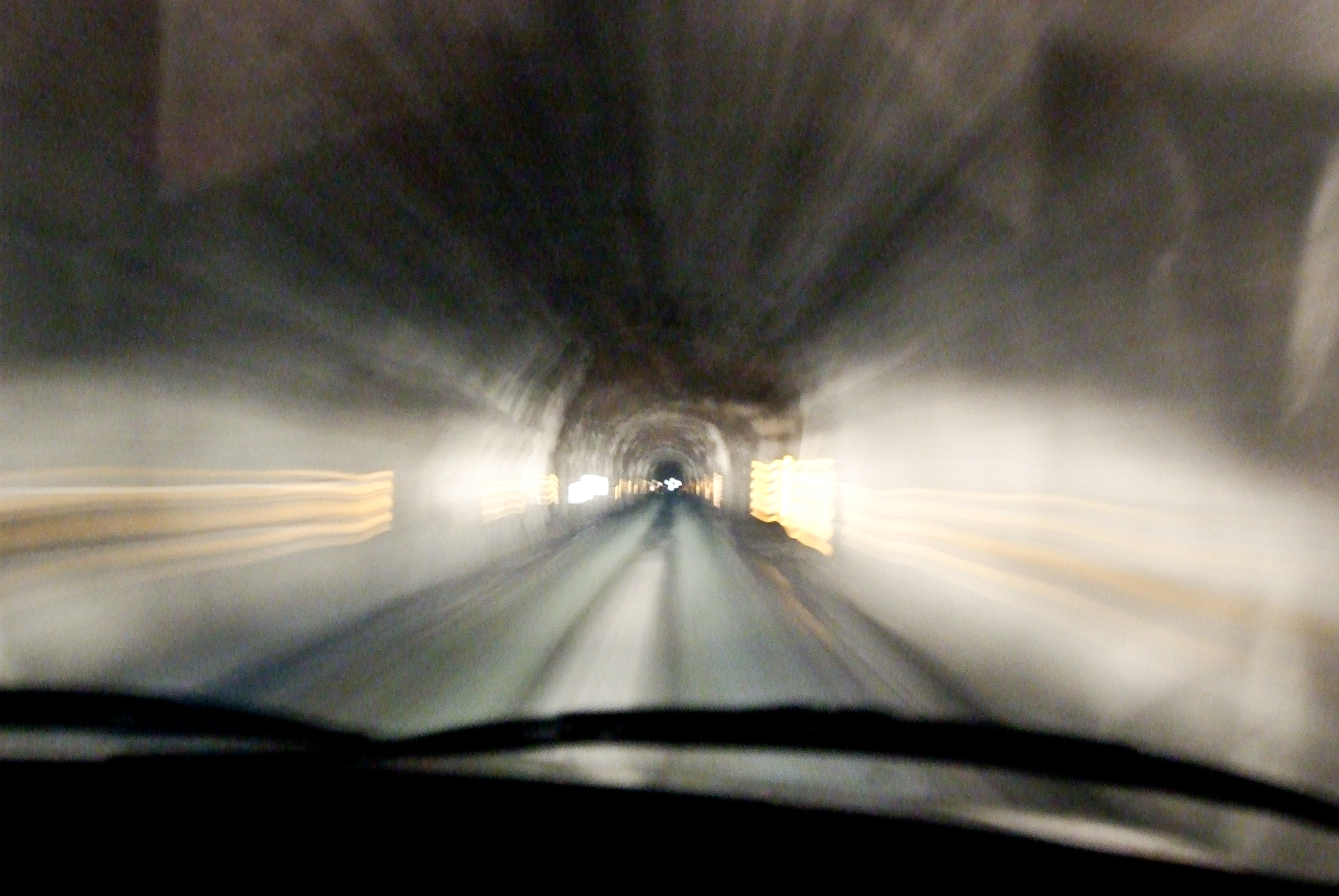
Az egysávos Hvannasundstunnilin

Feröer alagútjai fontos szerepet játszanak Feröer közlekedésében. Jelenleg összesen 19 alagút szolgálja a forgalmat.
Az ország földrajzi adottságai – 17 lakott sziget, fjordokkal szabdalt partvonalak, a szigetek méretéhez mérten jelentős hegyláncok – szükségessé teszik az úthálózat kiépítése során alagutak alkalmazását. Az alagutak segítségével nem csak a fontosabb központok közötti kapcsolat vált gyorsabbá és biztonságosabbá, hanem elszigetelt falvakat is bekapcsoltak a közúthálózatba, hogy így lassítsák elnéptelenedésüket.
Az első alagutak egysávosak voltak közvilágítás nélkül, a szükséges helyeken kerülő öblökkel. Egy-egy kisebb település bekötésére ezek ma is megfelelnek, de a forgalmasabb szakaszokon kétsávos, világított alagutak épülnek, sőt a szigetek közötti forgalomban is több helyen tenger alatti alagutakkal váltották ki a lassú és bizonytalan kompközlekedést.

## Az alagutak listája
Feröer alagútjai 2008. áprilisi adatok szerint:
| Év               | Feröeri név          | Hossz (m) | Sziget(ek)           | Kapcsolat                                      | Megjegyzés |
| ---------------- | -------------------- | --------- | -------------------- | ---------------------------------------------- | --- |
| 1963             | Hvalbiartunnilin     | 1450      | Suðuroy              | Tvøroyri és Hvalba                             | egysávos |
| 1965             | Árnafjarðartunnilin  | 1680      | Borðoy               | Klaksvík és Árnafjørður                        | egysávos |
| 1967             | Hvannasundstunnilin  | 2120      | Borðoy               | Hvannasund és Árnafjørður                      | egysávos, az Árnafjarðartunnilin folytatása                                                                           |
| 1969             | Sandvíkartunnilin    | 1500      | Suðuroy              | Hvalba és Sandvík                              | egysávos, a Hvalbiartunnilin folytatása                                                                               |
| 1976             | Norðskálatunnilin    | 2520      | Eysturoy             | A Skálafjørður menti agglomeráció és Norðskáli | kétsávos, a Streymin-híd folytatása Eysturoy keleti része felé                                                        |
| 1977             | Leynatunnilin        | 760       | Streymoy             | Tórshavn, Kollafjørður és Leynar, Vestmanna    | kétsávos, egy keskeny útszakaszt váltott ki a Leynavatn partján                                                       |
| 1979             | Villingadalstunnilin | 1193      | Kalsoy               | Húsar és Mikladalur                            | egysávos, a kalsoyi alagútfüzér első szakasza                                                                         |
| 1980             | Mikladalstunnilin    | 1082      | Kalsoy               | Húsar és Mikladalur                            | egysávos, második szakasz                                                                                             |
| 1980             | Ritudalstunnilin     | 683       | Kalsoy               | Húsar és Mikladalur                            | egysávos, harmadik szakasz                                                                                            |
| 1985             | Teymur í Djúpadal    | 220       | Kalsoy               | Mikladalur és Trøllanes                        | egysávos, negyedik szakasz                                                                                            |
| 1985             | Trøllanestunnilin    | 2248      | Kalsoy               | Mikladalur és Trøllanes                        | egysávos, utolsó (ötödik) szakasz                                                                                     |
| 1985             | Leirvíkartunnilin    | 2238      | Eysturoy             | Gøta és Leirvík                                | kétsávos, egy nagyon keskeny és veszélyes parti útszakaszt váltott ki                                                 |
| 1988             | Kunoyartunnilin      | 3031      | Kunoy                | Haraldssund és Kunoy                           | egysávos, a borðoyi gáton futó út folytatása                                                                          |
| 1992             | Kollafjarðartunnilin | 2816      | Streymoy             | Tórshavn és Kollafjørður                       | kétsávos, a Tórshavnból észak felé vezető hegyi utat váltotta ki                                                      |
| 1997             | Sumbiartunnilin      | 3240      | Suðuroy              | Sumba és Lopra                                 | kétsávos, egy 10 km-es hegyi utat váltott ki                                                                          |
| 2002             | Vágatunnilin         | 4940      | Streymoy és Vágar    | Leynar és Sandavágur                           | kétsávos tenger alatti alagút, a főváros és a Vágari repülőtér kapcsolatát biztosítja, a vestmannai komp kiváltásával |
| 2006             | Norðoyatunnilin      | 6186      | Eysturoy és Borðoy   | Leirvík és Klaksvík                            | kétsávos, a Norðoyar régiót köti össze az ország többi részével, a komp kiváltásával                                  |
| 2006             | Gásadalstunnilin     | 1445      | Vágar                | Bøur és Gásadalur                              | egysávos |
| 2007             | Hovstunnilin         | 2435      | Suðuroy              | Øravík és Hov                                  | kétsávos, egy 9 km-es egysávos hegyi utat váltott ki                                                                  |
| 2016             | Viðareiðistunnilin   | 1939      | Viðoy                | Viðareiði és Hvannasund                        | kétsávos, egy kőomlás- és lavinaveszélyes parti útszakaszt váltott ki                                                 |
| 2020             | Eysturoyartunnilin   | 11 240    | Streymoy és Eysturoy | Tórshavn és a Skálafjørður térsége             | kivitelezési szerződés 2016; átadása 2020. december 19.; a két legnépesebb agglomerációt köti össze                   |
| 2023 (tervezett) | Sandoyartunnilin     | 10 900    | Streymoy és Sandoy   | Tórshavn és Skopun                             | kivitelezési szerződés 2016 (visszalépési lehetőséggel); kétsávos tenger alatti alagút komp kiváltásával              |

## Fordítás
- Ez a szócikk részben vagy egészben a Liste der Tunnel auf den Färöern című német Wikipédia-szócikk ezen változatának fordításán alapul.  Az eredeti cikk szerkesztőit annak laptörténete sorolja fel. Ez a jelzés csupán a megfogalmazás eredetét és a szerzői jogokat jelzi, nem szolgál a cikkben szereplő információk forrásmegjelöléseként.